# بير كارلسون (لاعب كرة يد)
بير كارلسون (16 ديسمبر 1960 - ) هو لاعب كرة يد السويد. شارك في الألعاب الأولمبية الصيفية 1988.

## وصلات خارجية
- بير كارلسون على موقع أوليمبيديا (الإنجليزية)
- بير كارلسون على موقع اللجنة الأولمبية السويدية (السويدية)